# 2009 au Ghana
Cet article présente les faits marquants de l'année 2009 au Ghana.

## Évènements

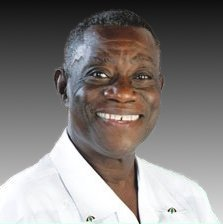
John Atta Mills(2008)

### Janvier
- Samedi 3 janvier 2009 : la commission électorale proclame officiellement la victoire de John Atta Mills, candidat de l'opposition socialiste — Congrès démocratique national (NDC) —, à la présidence du Ghana à l'issue du deuxième tour, avec 50,23 % des suffrages contre 49,77 % à Nana Addo Dankwa Akufo-Addo qui représentait l'équipe sortante[1],[2].

- Mercredi 7 janvier 2009 : le nouveau président John Atta Mills, en présence du chef de l'État sortant, John Kufuor, prête serment sur la Bible sur la plus grande place d'Accra, en présence de plusieurs chefs d'État africains et d'environ 15 000 Ghanéens.

### Juillet
- Samedi 11 juillet 2009 : le président américain Barack Obama est en visite au Ghana pour son premier voyage en Afrique subsaharienne, de retour du sommet du G8 en Italie. Il a été accueilli à son arrivée à Accra au son des tambours et de danses, par le président John Atta Mills, accompagné d'un groupe de dignitaires. Le président américain doit effectuer une visite hautement symbolique au fort de Cape Coast, un lieu historique de la traite des Noirs, et prononcer un discours devant les parlementaires ghanéens. Selon la Maison-Blanche, le Ghana « est un exemple admirable de gouvernance démocratique et de société civile vivante ».

### Septembre
- Mardi 22 septembre 2009 : depuis le début de la saison des pluies (juin), les inondations ont causé dans le pays la mort de 24 personnes et en ont affecté 55 000 autres.

### Octobre
- Dimanche 4 octobre 2009 : le cardinal ghanéen Peter Turkson, dans le cadre du synode sur l'Afrique organisé au Vatican, défend l'usage du préservatif, en particulier quand un membre d'un couple est contaminé, de même que l'abstinence et la fidélité pour combattre le problème du Sida, très répandu en Afrique, estimant cependant qu'« il y a des risques car en Afrique, ils ne sont pas toujours de bonne qualité ». Le pape Benoît XVI avait soulevé une polémique en mars lorsque, dans l'avion qui l'amenait au Cameroun et en Angola, il avait déclaré que l'usage du préservatif « aggravait » le problème du Sida[3].

### Novembre
- Jeudi 12 novembre 2009 : une explosion dans une mine d'or illégale a causé la mort d'au moins 18 personnes ensevelies, dont 14 femmes, près de la ville de Dompoase (région de Kojo Antwi Tabi, ouest). Une trentaine de personnes y travaillaient au moment de l'explosion. C'est l'accident le plus grave de l'histoire du Ghana[4].

### Décembre
- Mercredi  15 décembre 2009 : trois trafiquants de drogue ont été extradés du Ghana vers New York, où ils doivent répondre de tentative de mise en place d'un réseau en Afrique pour le compte du groupe terroriste Al-Qaïda et de la guérilla colombienne des FARC. Selon l'accusation, les trois hommes auraient accepté de transporter de la cocaïne à travers l'Afrique de l'ouest et l'Afrique du nord, pour récolter des fonds destinés à soutenir ces deux réseaux terroristes, ce qui montre « l'émergence d'alliances entre Al-Qaïda et les réseaux internationaux de trafic de drogue »[5].